# Olivier Sanou
Pour les articles homonymes, voir Sanou.
Olivier Sanou, né le 2 juillet 1975, est un athlète burkinabé. Il pratique d'abord le saut en hauteur, avant de s'orienter avec succès vers le triple saut.

## Biographie

### Palmarès
| Date | Compétition                             | Lieu        | Résultat | Épreuve         | Performance |
| ---- | --------------------------------------- | ----------- | -------- | --------------- | ----------- |
| 1996 | Championnats d'Afrique                  | Yaoundé     | 3e       | Saut en hauteur | 2,13 m      |
| 2000 | Championnats d'Afrique                  | Alger       | 3e       | Triple saut     | 16,31 m     |
| 2002 | Championnats d'Afrique                  | Tunis       | 1er      | Triple saut     | 17,06 m     |
| 2002 | Coupe du monde des nations d'athlétisme | Madrid      | 7e       | Triple saut     | 16,30 m     |
| 2003 | Jeux africains                          | Abuja       | 3e       | Triple saut     | 16,21 m     |
| 2003 | Jeux afro-asiatiques                    | Hyderabad   | 2e       | Triple saut     | 16,16 m     |
| 2004 | Championnats d'Afrique                  | Brazzaville | 1er      | Triple saut     | 16,31 m     |

### Records
| Épreuve          | Performance | Lieu         | Date             |
| ---------------- | ----------- | ------------ | ---------------- |
| Saut en hauteur  | 2,15 m      | Antananarivo | 3 septembre 1997 |
| Saut en longueur | 7,48 m      | Dakar        | 23 mars 2002     |
| Triple saut      | 16,91 m     | Castres      | 6 août 2003      |

| Épreuve     | Performance | Lieu     | Date        |
| ----------- | ----------- | -------- | ----------- |
| Triple saut | 16,09 m     | Budapest | 5 mars 2004 |